# Rita Pinheiro
Rita Pinheiro é uma atriz, ativista, cantora e dramaturga portuguesa. Iniciou a sua carreira teatral em 2000 no Balleteatro. Possui mestrado em Artes Cénicas, Interpretação e Direção Artística pela Escola Superior de Música e Artes do Espetáculo e doutorada em Criação Artística na Universidade de Aveiro. É licenciada em Gestão de Marketing e completou o Curso de Gestão e Produção de Artes do Espetáculo.

## Carreira artística
Na sua carreira teatral, entre outros trabalhos, participou em “Xarxa 25” dos La Fura dels Baus e em “Os Últimos Dias da Humanidade”, encenada por Nuno Carinhas e Nuno M. Cardoso. No cinema, atuou em “Porto”, “Aquarium”, “Zoom in – Pequenas Maldições entre Amigos” e “13H”. Em 2018, cocriou o espetáculo "Dedos Curiosos”, voltado para o público infantil, marcando a sua estreia na criação de obras teatrais. No ano seguinte, estreou-se na escrita de argumentos com os filmes “13H” e “Ciclo”. Em 2021, escreveu, criou e interpretou o monólogo “Camaleoa”, uma peça original resultante de uma extensa pesquisa sobre o universo do trabalho sexual. O espetáculo foi apresentado pela primeira vez no Teatro Helena Sá e Costa. A atriz integra projetos musicais como cantora, com destaque para o projeto “Rita Light”, e trabalha em dobragens, publicidade e ensino de teatro. Ativista pelas desigualdades sociais, Rita utiliza a sua arte como uma voz política.